# (10161) Nakanoshima
(10161) Nakanoshima (1994 YZ1) – planetoida z pasa głównego asteroid okrążająca Słońce w ciągu 3,69 lat w średniej odległości 2,39 j.a. Odkryta 31 grudnia 1994 roku.